# کشتار ماراقا
کشتار ماراقا (به ارمنی: Մարաղայի կոտորած) واقعه‌ای بود، که منجر به کشتار مردم ارمنی تبار روستای ماراقا توسط سربازان جمهوری آذربایجان شد. روستای ماراقا یکی از بزرگترین روستاهای قره‌باغ بود. این کشتار در آوریل ۱۹۹۲ میلادی و در طول جنگ قره‌باغ اتفاق افتاد. در این واقعه دست کم ۴۰ نفر ارمنی کشته و بیش از ۴۳ نفر نیز ربوده شدند. کارولین کاکس نماینده مجلس اعیان بریتانیا که سرپرستی گروهی که جهت بازدید از خرابی‌های ایجاد شده در روستای ماراقا پس از حمله سربازان آذربایجانی و مصاحبه با شاهدان عینی را برعهده داشت در گزارش خود به سربریدن ۴۵ نفر از مردم روستا، به آتش کشیدن بخش‌هایی از روستا و ربودن بیش از ۱۰۰ نفر از کودکان و زنان ماراقا توسط نیروهای آذربایجانی اشاره کرده‌است.
اطلاعات مربوط به قتل‌عام ارمنیان روستای ماراقا از سوی سازمان دیدبان حقوق بشر و سازمان عفو بین‌الملل نیز تأیید شده‌اند.
این قتل‌عام نمونه‌ای از موارد متعدد قتل‌عام ارمنیان قره‌باغ توسط دولت و عوامل افراطی جمهوری آذربایجان در مناطق گتاشن، مارتوناشن، بوزلوخ، ارکج در طی سال‌های ۱۹۹۱ تا ۱۹۹۲ میلادی بود.

## نگارخانه

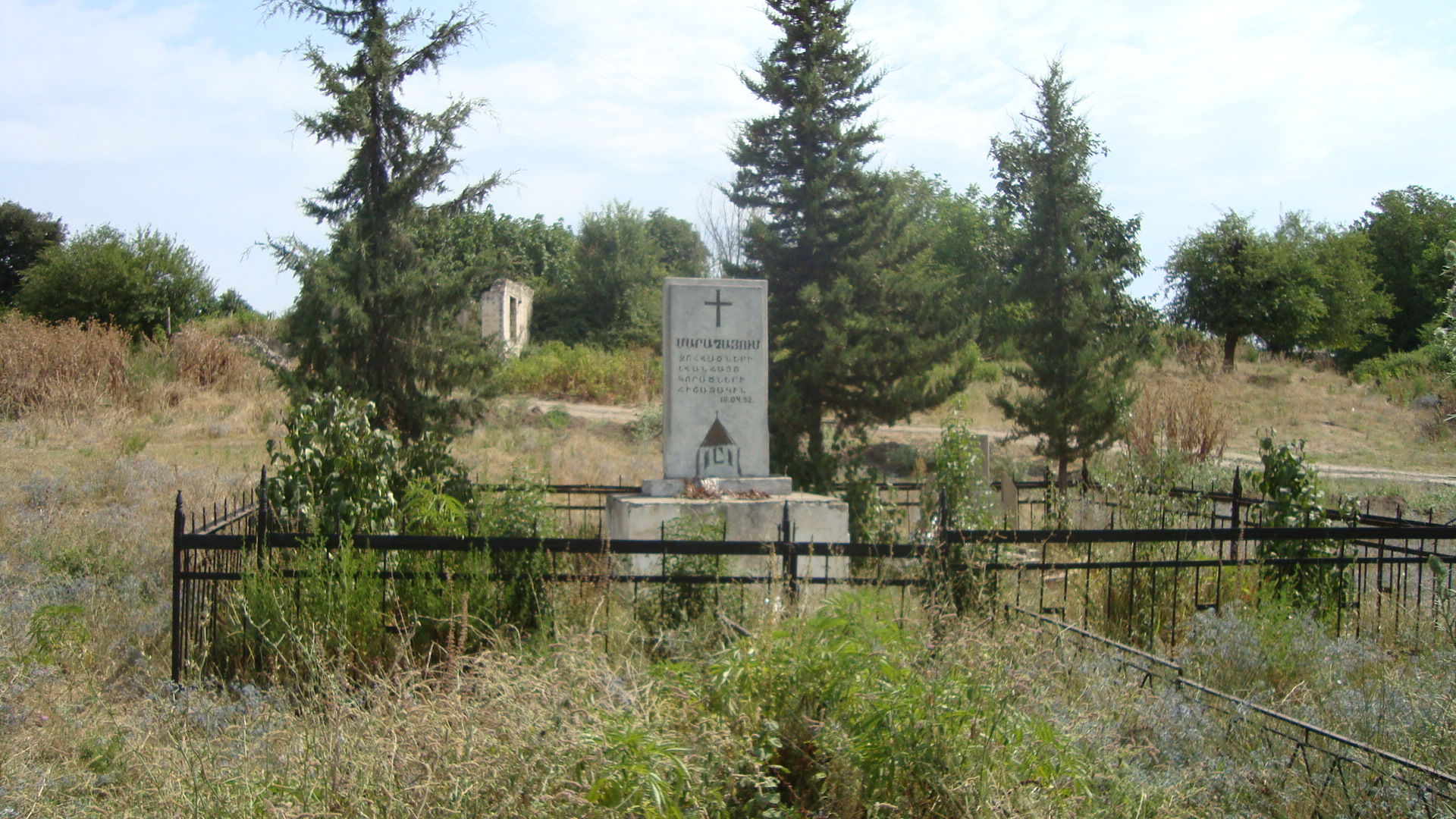
یک مجسمه یادبود برای قربانیان کشتار در روستای نور ماراقا